# Лузякин, Игорь Николаевич
Игорь Николаевич Лузякин (8 декабря 1968, Орёл, РСФСР, СССР) — советский и российский футболист, мастер спорта.

## Карьера

### Клубная
Воспитанник юношеской команды «Спартак» из Орла. Дебютировал в Чемпионате СССР в 1985 году, в «Спартаке», за который провел в своей карьере более 300 матчей. В 1992—1993 два сезона играл в Высшей лиге Молдавии за «Олимпию» из города Бельцы.
В 1996 провел сезон в Первой лиге за «Океан» из Находки. Из-за финансовых проблем в клубе перешёл в 1997 в самарские «Крылья Советов», за которые сыграл в Высшей лиге 7 матчей. Выход команды Крылья Советов в полуфинал Кубка России 1996/97, позволил футболистам самарской команды получить почетное звание Мастер спорта.

### Тренерская
С 2007 года работал тренером клуба «Русичи».
В 2008 году окончил ВШТ. В декабре 2010 назначен главным тренером ФК «Русичи». Сезон 2012/13 команда начала с новым названием ФК «Орёл». Начало сезона оказалось неудачным, команда в первых 9 турах набрала всего 2 очка и, после очередного поражения, 3 сентября 2012 года Лузякин ушёл в отставку.
Клуб возглавил Александр Аверьянов, а Игорь Лузякин остался в команде на должности старшего тренера.
В связи с неудовлетворительными результатами в сезоне 2014/15, главный тренер ФК «Орел» Игорь Лузякин 15 декабря 2014 года отправлен в отставку. Его заменил Федор Иванович Гаглоев. Лузякин стал помощником Федора Ивановича. В августе 2020 года вошел в тренерский штаб Олега Стогова в «Муроме». Работал в тренерском штабе Владимира Силованова в клубе «Волна».

## Достижения
- Чемпион Казахстана (1): 1993
- В списках 33 лучших футболистов чемпионата Казахстана: № 3 1993[7].